# Grande strategia
La grande strategia (o gran strategia, oppure alta strategia) è una strategia a lungo termine perseguita ai più alti livelli da una nazione per realizzare i propri interessi. Generalmente la gran strategia affronta problematiche che includono la scelta di teatri di guerra primari e secondari, distribuzione delle risorse tra i diversi servizi, i tipi di manifattura bellica da preferire e quali alleanze internazionali meglio favoriscano gli scopi della nazione. Sovrapponendosi in modo considerevole con la politica estera, la gran strategia si concentra principalmente sulle implicazioni militari della politica. Tipicamente la direzione politica di un Paese gestisce la gran strategia su indicazione e consiglio delle più alte cariche militari veterane. Lo sviluppo della gran strategia può estendersi per molti anni o addirittura per generazioni.
Il concetto di gran strategia è stato esteso per descrivere strategie su più livelli in generale, compreso il pensiero strategico al livello di corporazioni e partiti politici. Negli mondo degli affari, il termine "gran strategia" indica una vasta gamma di azioni strategiche. Una gran strategia delinea i mezzi che saranno usati per raggiungere obiettivi a lungo termine. Esempi di gran strategie nel mondo degli affari che possono essere adottate da una specifica azienda sono lo sviluppo di un mercato, di un prodotto, l'innovazione, investimenti, licenziamenti, ecc...

## Definizione
Nel definire la gran strategia, lo storico militare B. H. Liddell Hart afferma:
Grand strategy should both calculate and develop the economic resources and man-power of nations in order to sustain the fighting services. Also the moral resources – for to foster the people's willing spirit is often as important as to possess the more concrete forms of power. Grand strategy, too, should regulate the distribution of power between the several services, and between the services and industry. Moreover, fighting power is but one of the instruments of grand strategy – which should take account of and apply the power of financial pressure, and, not least of ethical pressure, to weaken the opponent's will. ...
Furthermore, while the horizons of strategy is bounded by the war, grand strategy looks beyond the war to the subsequent peace. It should not only combine the various instruments, but so regulate their use as to avoid damage to the future state of peace – for its security and prosperity.»
Una gran strategia dovrebbe sia calcolare che sviluppare le risorse economiche e umane di una nazione per sostenere i servizi bellici. Anche le risorse per il morale (per incoraggiare lo spirito di volontà delle persone) sono spesso importanti tanto quanto avere il controllo delle più concrete forme del potere. La gran strategia, inoltre, dovrebbe regolare la distribuzione dei poteri tra i diversi servizi, così come tra i servizi e l'industria. Inoltre, il potere militare è solo uno degli strumenti di gran strategia, che dovrebbero tenerne conto e impiegare il potere della pressione finanziaria, e (non ultima) la pressione etica per indebolire la volontà dell'avversario. [...]
Infine, mentre l'orizzonte della strategia è legato alla guerra, la gran strategia guarda oltre la guerra, alla pace che seguirà. Dovrebbe non solo combinare i vari strumenti, ma anche regolare il loro uso per evitare danni al futuro stato di pace - per la sua sicurezza e prosperità.»
(B. H. Liddell Hart, Strategy)
La gran strategia si estende sull'idea tradizionale della strategia in tre modi:
1. espandere la strategia oltre i mezzi militari per includere mezzi diplomatici, finanziari, economici, informatici, ecc...;
2. esaminare le forze interne in aggiunta a quelle esterne, prendendo in considerazione sia i vari strumenti del potere che le politiche interne necessarie per la loro implementazione (come la coscrizione, ad esempio);
3. comprendere considerazioni di periodi di pace oltre a quelli di guerra.